# Área natural protegida Bahía de San Antonio
El área natural protegida Bahía de San Antonio está ubicada sobre el golfo San Matías, en la provincia Río Negro, en la patagonia argentina. La protección fue establecida en el año 1993 con el objetivo de preservar las características ambientales de una zona de reproducción de aves marinas y de escala no reproductiva de aves migratorias.

## Características generales
La ubicación del área protegida y su objetivo fue la preservación de un ambiente natural de características especiales para la reproducción, alimentación y descanso de distintas especies de aves. Fue creada en el año 1993 mediante la ley provincial n.º 2670 que estableció:

Boca mi buen amigo
La zona se extiende desde la Baliza San Matías hacia el oeste hasta el paraje El Sótano incluyendo la totalidad de la Bahía de San Antonio y abarca el espacio comprendido entre la línea de más baja marea hasta 50 metros por encima de la mayor pleamar. Estos límites son tentativos y podrán ser modificados en más o menos de acuerdo al plan de manejo.

Los límites y superficie del área protegida carecían de precisión por estar definidos a partir de las líneas de marea y los nombres de lugares o parajes. Inicialmente, se consideraba que la protección solo afectaba a la franja inmediatamente costera —sobre una línea de playas de alrededor de 45 km y de un ancho indeterminado vinculado a los puntos de pleamar y bajamar—, y no incluía el área marina.

La imprecisión fue subsanada en el año 2008 mediante un decreto provincial que establecía la superficie y límites del área protegida como la resultante de una poligonal cuyos vértices están definidos en coordenadas Gauss-Krüger, que incluye el área inicialmente protegida y el amplio sector marino cercano. El decreto provincial adquiriría carácter de definitivo al momento de aprobarse Plan de Manejo del área, lo que sucedió finalmente en el año 2013.

Así definida, el área protegida ocupa una superficie de 80 855 ha, de las cuales un tercio aproximadamente es terrestre, en torno a la posición 40°46′S 65°02′O / -40.767, -65.033.
Por su importancia ornitológica, la bahía de San Antonio forma parte de los sitios incluidos en la Red hemisférica de reservas para aves playeras y de las Áreas importantes para la conservación de las aves de Argentina.

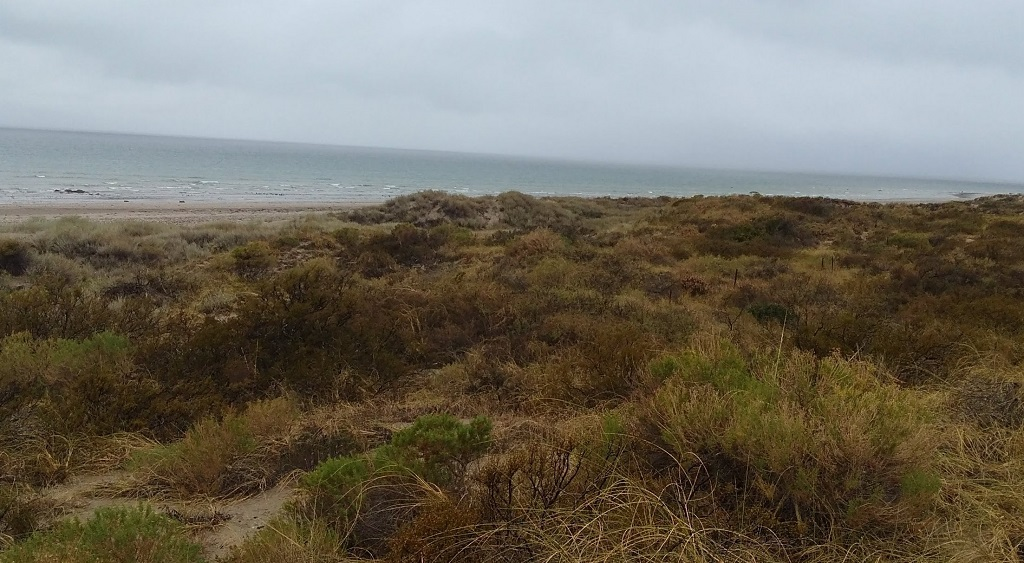
Mar Grande

## Dinámica del mar
La característica distintiva de la zona y que hace posible su particular ecosistema es la marcada amplitud de mareas, que puede llegar a más de 9 metros de diferencia entre la pleamar y la bajamar. Dos veces cada día, este movimiento deja sumergidos o descubiertos amplios sectores intermareales que en algunos puntos pueden llegar a tener 7 km de ancho, cuya naturaleza incluye playas arenosas o barrosas —algunas con cangrejales—, grandes superficies planas de rocas sedimentarias o restingas con importantes colonias de pequeños mejillones y bajíos salobres.
Durante las horas de bajamar las superficies descubiertas elevan su temperatura como consecuencia de la radiación solar y luego transmiten ese calor al agua al quedar sumergidas. Esta circunstancia y la dinámica de las corrientes, producen la relativa calidez de las aguas, que pueden llegar hasta los 28 °C de temperatura en verano.

## Flora
La cobertura vegetal incluye especies de pastos adaptados a suelos salinos, especialmente variedades de Spartina y Salicornia a las que se suman otras especies también halófitas como la zampa, una variedad de Atriplex y la vidriera, una variedad de Suaeda. En las áreas transicionales a la zona de estepa se encuentran algunos ejemplares de quilembai (Chuquiraga avellanedae). En algunas zonas bajas que suelen permanecer húmedas se encuentran algunos juncos (Juncus lesueurii) y pastos salados (Distichlis spicata).

## Fauna
La fauna de la bahía de San Antonio incluye mamíferos marinos entre los que se encuentran ejemplares de toninas (Tursiops truncatus), delfines oscuros (Lagenorhynchus obscurus), orcas (Orcinus orca), las llamadas "franciscanas" (Pontoporia blainvillei), delfines comunes (Delphinus delphis) a los que se suman los lobos marinos de un pelo (Otaria flavescens).

Existen varias especies de peces, algunos de ellos de valor comercial como el la merluza (Merluccius merluccius), la anchoíta (Engraulis anchoita), el cornalito (Odontesthes incisa) y el pejerrey de mar (Odontesthes argentinensis), entre otros.

La zona es hábitat de una gran variedad de moluscos, muchos de los cuales quedan expuestos en las superficies rocosas durante las horas de marea baja y constituyen la fuente de alimento de las aves. Entre ellos se encuentran mejillones (Mytilus edulis), los llamados mejillines (Brachidontes rodriguezi), especialmente numerosos en las superficies intermareales, vieiras, algunas ostras de la familia Ostrea, cholgas (Aulacomya atra) y pulpitos (Octopus tehuelchus), además de las almejas comunes (darina solenoides), panopeas (panopea abbreviata) y rosadas (Amiantis purpurata).
El área protegida es de enorme importancia por su riqueza ornitológica, específicamente por su condición de escala migratoria y espacio reproductivo de aves costeras. Se estima que en la zona se detiene entre el 25% y el 50% de la población total de playero rojizo (Calidris canutus rufa) en su ruta migratoria, a los que se suman miles de ejemplares de playerito rabadilla blanca (Calidris fuscicollis), playerito blanco (Calidris alba), becasa de mar (Limosa haemastica), chorlito doble collar (Charadrius falklandicus).

Entre las aves marinas costeras que nidifican en el área protegida se han registrado ostreros pardos (Haematopus palliatus), gaviotas cocineras (Larus dominicanus), chorlitos doble collar (Charadrius falklandicus), gaviotines sudamericanos (Sterna hirundinacea) y pardelas boreales (Puffinus puffinus), entre otras.
En la zona se ha registrado, a veces en varias ocasiones, ejemplares de más de una docena de especies acerca de las cuales existe algún grado de preocupación o amenazadas. Entre ellas se puede enumerar el flamenco austral (Phoenicopterus chilensis), el chorlito ceniciento (Pluvianellus socialis), la gaviota cangrejera (Larus atlanticus), el petrel gigante común (Macronectes giganteus), el albatros errante (Diomedea exulans), el albatros real (Diomedea epomophora), el albatros ceja negra (Thalassarche melanophris), el petrel barba blanca (Procellaria aequinoctialis) y la pardela oscura (Puffinus griseus). Los pingüinos patagónico (Spheniscus magellanicus), penacho amarillo (Eudyptes chrysocome) y frente dorada (Eudyptes chrysolophus) han sido identificados por lo menos una vez en el área protegida.
Además de las mencionadas, varias decenas de especies de aves actualmente no amenazadas, de varios órdenes y familias, fueron observadas en el área de la bahía de San Antonio, muchas de ellas, en las zonas de transición al ambiente de meseta.

## Amenazas
Las principales amenazas que pesan sobre el área protegida están relacionadas con las inconsistencias en la aplicación del plan de manejo y las carencias de recursos para la supervisión y control de las normativas vigentes. Esta situación potencia los riesgos derivados de la presencia humana, dado el número creciente de visitantes al balneario de Las Grutas que implica la circulación de vehículos, la presencia de perros, la alteración de dunas y acantilados para desarrollos inmobiliarios, etc., a los que se suma la contaminación bacteriana producto de los efluentes de la localidad de San Antonio Oeste.

Paralelamente, hacia  principios de 2005 comenzó la operación de la planta de producción de carbonato de sodio ubicada sobre la costa, dentro del área protegida y cuyos efectos aún no han sido evaluados.
En abril de 2015, varias organizaciones de la sociedad civil dedicadas a cuestiones ambientales alertaron sobre una nueva normativa municipal de ordenamiento territorial de carácter regresivo, ya que disminuye o anula varias limitaciones o restricciones establecidas oportunamente para la preservación de las condiciones del área protegida.